# ソーセージ・パーティー 〜理想郷 フードトピア〜
『ソーセージ・パーティー ～理想郷 フードトピア～』（原題：Sausage Party: Foodtopia）は、セス・ローゲン、エヴァン・ゴールドバーグが制作した、映画『ソーセージ・パーティー』（2016年）の続編となる大人向けのテレビアニメシリーズ。
このシリーズはAmazon Prime Videoで公開された。セス・ローゲン、クリステン・ウィグ、デヴィッド・クラムホルツ、エドワード・ノートン、スコット・"ディッグス"・アンダーウッドが声優として再出演し、ウィル・フォーテ、ナターシャ・ロスウェル、サム・リチャードソン、ヤシル・レスターが新キャラクターの声を担当している。 

## キャスト
| 役名                                             | 原語版                   | 日本語版       |
| ------------------------------------------------ | ------------------------ | -------------- |
| フランク（ソーセージ）                           | セス・ローゲン           | 小松史法       |
| ブレンダ（ホットドッグのバン）                   | クリステン・ウィグ       | 園崎未恵       |
| バリー（ソーセージ）                             | マイケル・セラ           | 林勇           |
| サミー・ベーグル・ジュニア                       | エドワード・ノートン     | 多田野曜平     |
| カリーム・アブドゥル・ラヴァッシュ（ラヴァシュ） | デヴィッド・クラムホルツ | 斎藤志郎       |
| ジュリ・ライス                                   | ステファニー・ビアード   | おまたかな     |
| ケイティ・ペリエ                                 | グレイ・デリスル         | おまたかな     |
| ジュリアス                                       | サム・リチャードソン     | 烏田裕志       |
| ジャック                                         | ウィル・フォーテ         | 岡野友佑       |
| ガム                                             | スコット・アンダーウッド | 越後屋コースケ |
| ポップス・イクル                                 | ジェームズ・アドミアン   | 越後屋コースケ |
| ヴィーナー・ホッツドック                         |                          | 越後屋コースケ |
| トゥインク                                       |                          | 真野あゆみ     |
| ジャムドーナツ                                   |                          | 吉柳太士郎     |
| アイス・ティー                                   | ヤシル・レスター         | 吉柳太士郎     |
| メロン・ギブソン                                 | コンラッド・ヴァーノン   | 吉柳太士郎     |
| ルタバガ・ギンズバーグ (ルタバガ)                | ナターシャ・ロスウェル   | 梅村さえ       |
| キシュカ・ハージティ (キシュカ)                  | ジル・タリー             | 引坂理絵       |
| 歌手                                             |                          | 風雅なおと     |

- 日本語吹替版スタッフ 制作：グロービジョン、翻訳：馬場亮、脚本・演出：吉田啓介、音楽演出：市之瀬洋一（8話のみ）

## リリース
第1シーズンは2024年7月11日にAmazon Prime Videoで初公開され、第2シーズンは現在制作中である。

## 評価
このシリーズは批評家から概ね賛否両論の評価を受けており、声優の演技やユーモアを賞賛する声がある一方で、政治的なテーマについては意見が分かれ、脚本や登場人物を批判する声もある。